# Tyria senecionis
Tyria senecionis är en fjärilsart som beskrevs av Jean Baptiste Godart 1822. Tyria senecionis ingår i släktet Tyria och familjen björnspinnare. Inga underarter finns listade i Catalogue of Life.